# Rock Steady Crew
Rock Steady Crew — американская брейк- и хип-хоп-группа, которая сыграла огромную роль в популяризации брейк-данса в начале 1980-х годов. Является первой профессиональной брейк-командой и влиятельной командой второго поколения би-боев. Участники Rock Steady Crew снялись в фильмах «Дикий стиль» (1983), «Танец-вспышка» (1983), «Войны стилей» (1983) и «Бит-стрит» (1984), которые вызвали международный интерес к субкультуре би-боев. Двухминутная сцена брейка в исполнении Rock Steady Crew в фильме «Танец-вспышка» возродила интерес к уличному танцу, который угас в конце 1970-х годов. Rock Steady приписывают внедрение в танец акробатических, гимнастических вращений на голове и сальто. Международный хит группы 1983 года «(Hey You) The Rock Steady Crew» занял шестое место в британском чарте синглов и попал в десятку лучших во многих европейских странах.

## История
В 1977 году би-бои Джимми-Ди (Jimmy-Dee) и Джо-Джо (Joe-Joe) сформировали в Бронксе в Нью-Йорке брейк-команду под названием Untouchable Four B.Boys (с англ. — «Неприкасаемая четвёрка би-боев»), в которую помимо них вошли ещё двое танцоров — Easy-Mike и P.Body 170th. Это название продержалось недолго, поскольку стало расти число желающих присоединиться к ним. В итоге команда была переименована в Rock Steady Crew. Название было придумано в доме Джейми Уайта (он же Джимми-Ди), расположенном в Западном Бронксе. Слово «Rock» символизировало городские тротуары, на которых они танцевали, «Steady» обозначало их стабильную любовь к искусству би-боинга, а «Crew» отражало усилия, которые каждый из них вкладывал в общий успех команды. Новым членом RSC можно было стать только после танцевального поединка с её участниками.
В 1979 году к команде присоединились 13-летний пуэрториканец Ричард «Crazy Legs» Коло́н и его кузен Lenny Len, несмотря на то, что они проиграли в битве против дуэта Джимми-Ди (первоначальный президент RSC) и Джимми Ли. Вскоре Crazy Legs переехал на Манхэттен, и, чтобы не тратить время на поездки через весь город, создал там свой филиал Rock Steady Crew и стал популяризировать танец на новом месте. Многие базирующиеся в Бронксе члены команды по разным причинам стали выбывать из состава, со временем отошли от дел и Джимми-Ди с Джо-Джо. По словам Джо-Джо, Джимми-Ди исчез с лица земли, другие переехали, третьи скончались, а сам Джо-Джо был отправлен на принудительные работы на слишком много лет.
Манхэттенское отделение продолжало расти, и 15 августа 1981 года произошла знаменитая битва the Rock Steady Crew против the Dynamic Rockers (из Куинса) перед Линкольн-центром. Этот поединок транслировали местные телестанции и он освещался в таких изданиях, как The New York Times, The Village Voice, Daily News и даже National Geographic. Благодаря этому событию и вниманию со стороны прессы брейк-данс начал становиться мейнстримом. Впечатлённый организаторскими способностями Крэйзи Легса, Джимми-Ди передал ему президентство над командой Rock Steady Crew, а на должности вице-президентов Легс назначил Frosty Freeze и Ken Swift. В начале 1982 года на очередном мероприятии в нью-йоркском клубе The Ritz Afrika Bambaataa по просьбе участников команды Rock Steady Crew, Crazy Legs и Frosty Freeze, добавил их в состав влиятельной брейк-группы Zulu Kings, входящей в его организацию Zulu Nation.
В начале 1983 года у команды появился менеджер Kool Lady Blue, которая включила их в европейский тур The Roxy Tour, спонсируемый Europe One Radio. В рамках тура по Лондону и Парижу помимо семи участников RSC участвовали Afrika Bambaataa, Fab Five Freddy, The McDonald Double Dutch Girls, диджеи и граффити-художники. Тур привёл их к контракту с британским лейблом Charisma Records. Их сингл «(Hey You) The Rock Steady Crew» получил золотой сертификат в Нидерландах (продано свыше 100 тысяч экземпляров), серебряный сертификат в Великобритании (продано свыше 250 тысяч экземпляров) и вошёл в десятку лучших хитов Великобритании.
Весной 1983 года состоялся кинодебют представителей Rock Steady Crew в фильмах «Дикий стиль» (Crazy Legs, Frosty Freeze, Prince Ken Swift, Mr. Freeze, Take One) и «Танец-вспышка» (двухминутный фрагмент) (Normski, Mr. Freeze, Frosty Freeze, Prince Ken Swift, Crazy Legs). Они были выбраны для танца в фильме «Танец-вспышка» после того, как продюсеры из Paramount Pictures увидели их в «Диком стиле» и предложили им поучаствовать в съёмках во время выступления команды в нью-йоркском клубе The Roxy. Другие члены коллектива снялись для картины Portfolio, которая так и не была выпущена. В том же году участники Rock Steady Crew снялись в видеоклипе на песню «Buffalo Gals» от Malcolm McLaren & The World’s Famous Supreme Team, а также посетили Японию вместе с рэп-группой The Cold Crush Brothers в рамках тура «Wild Style Tour» в поддержку фильма «Дикий стиль». В ноябре того же года английская королева Елизавета II попросила их выступить на Королевском эстрадном представлении в помощь Благотворительному фонду артистов.
18 января 1984 года на телеканале PBS вышел первый документальный фильм о хип-хоп-культуре «Войны стилей» с участием Rock Steady Crew (Crazy Legs, Frosty Freeze, Ken Roc, Lenny Len, Kippy Dee, Lil’ Crazy Legs, Take One, Mr. Freeze, Doze). В апреле был выпущен второй сингл «Uprock», за ним последовал альбом Ready for Battle в жанре электро (поджанр хип-хоп-музыки, сочетающий рэп-лирику, обработанный с помощью вокодера вокал и электронную музыку, созданную при помощи драм-машины Roland TR-808 и аналоговых синтезаторов) (Virgin Records, 1984). Однако в финансовом отношении команда добилась очень небольшого успеха из-за непонимания музыкальной индустрии и плохих переговоров по контракту. По условиям контракта участники команды не могли танцевать, когда и где им захочется. Вскоре лейбл вышел из бизнеса и был приобретён Virgin Records, которые просто «положили контракт на полку». Эта сделка вызвала трения между членами группы, которые решили на время приостановить работу RSC и сосредоточиться на других проектах. Летом вышел фильм «Бит-стрит» с участием команды (Devious Doze, Crazy Legs, Prince Ken Swift, Buck Four, Baby Love, Lorenzo Soto a.k.a. Kuriaki). Одним из последних знаменательных выступлений Rock Steady Crew стало участие в церемонии закрытия летних Олимпийских игр 1984 года в Лос-Анджелесе 12 августа 1984 года.
В 1991 году произошло возрождение команды после неоднократных просьб поклонников Rock Steady Crew. Американский журнал The Source устроил мероприятие «Wild Style '91 Jam», на котором выступили The Cold Crush Brothers, Rock Steady Crew, KRS-One, Poor Righteous Teachers и Ultramagnetic MCs. Музыкант Джимми Кастор пригласил Rock Steady Crew выступить с ним в клубе S.O.B.’s в Нью-Йорке во время живой версии гимна би-боев «It's Just Begun»: Crazy Legs, Ken Swift, Buck 4, Mr. Wiggles и Fabel. Это было последнее выступление би-боя Buck 4. Представители трёх коллективов — Rhythm Technicians, Magnificent Force и RSC — объединились для создания спектакля «So, What Happens Now?», посвящённого умершему танцору Buck 4. Это сотрудничество породило создание нового проекта Ghettoriginal Production Dance Company. В 1992 году танцоров пригласили на «премию Центра Кеннеди» для выступления на чествовании братьев Николас, на котором присутствовал и президент Джордж Буш — старший. Rock Steady Crew стало многожанровым сообществом, объединив в своих рядах представителей всех элементов хип-хоп-культуры (Q-Unique, Rakaa из Dilated Peoples, Mad Child из Swollen Members, DJ JS1, DJ Rettmatic, Rahzel), однако брейк остаётся основным стержнем и движущей силой этой организации.
В 2003 году мэр Нью-Йорка Майкл Блумберг объявил 26 июля «Днём Rock Steady Crew» в Нью-Йорке.
29 июля 2013 года Crazy Legs презентовал своё новое шоу RSC Ghetto Made.

## Участники

### 1977—1979:Бронкс[4][5]
| - Jimmy-Dee (Jamie White) - Joe-Joe - Easy-Mike - P-Body 170th - Jimmy Lee - Chrome - Boo-Ble - Pauly - Lime-5 - Rubberband | - l-Mack (Weebles) - Doctor Ace - Slick Rick - Popeye - Trace 2 - Trac 2 - Rim 180th - Tito 183rd - Me 2 - Green Eye Joe | - Braces - C.N. - Les - Angel Rock - Bon 5 - Lenny Len (с 1979 года) - Crazy Legs (с 1979 года) |

### 1979—1984:Манхэттен[4][5]
| - Crazy Legs (с 1979 года) (президент) - Lenny Len (с 1979 года) - Frosty Freeze (Wayne Frost) (1963—2008) (с 1981 года) (вице-президент) - Prince Ken Swift (Ken Gabbert) (с 1981 года) (вице-президент) - Mr. Freeze (Marc Lemberger) - Take One (1967—2015) - Little Crazy Legs (с 1981 года) - Kuriaki (Lorenzo Soto) (1965—1991) - Buck Four (он же Buck 4) (Gabriel Marcano) (1964—1991) | - Kippy Dee (1967—1990) - Mr. Wiggles - Pop Master Fabel - Normski (Norman Scott) - Devious Doze (Jeffrey Greene) — танцор и граффити-художник - Ravi - King Keith - RIP 7 - Baby Love (Daisy Castro) (с 1983 года) — единственная девушка-танцор в команде, основной вокал в «(Hey You) The Rock Steady Crew» |

### После 1991 года[19]
| - Crazy Legs - Pop Master Fabel - Mr. Wiggles - Tony Touch - Q-Unique - Ken Swift - DJ Qbert - Fast Feet - Mix Master Mike - DJ Apollo - Rakaa - DJ Cucumber Slice - Bonz Malone - Easy Rock - East3 - Armani - Sugar Pop - Mr. Freeze - Fever One | - Sweepy - DJ Charlie Rock - Smerk - Heps Fury - Floor Rock - Quiet Riot - Koolski - Jeromskee - Rahzel - DJ JS1 - Rhettmatic - Flea Rock - Servin Ervin - Denote | - Unico - Shonn Boogz - T-Rock - DJ Eclipse - Tuff Tim Twist - Evil Dee - Artson - Double T - Renegade - Mega - Jeskilz - Mari - Teknyc - DJ Wobbles | - Ynot - Venum - Luigi - Masami - ATS - J Roc - Skeme Richards - Smooth - Bonita - DV One - DJ Presto One - Madchild - DJ P - Flowmaster - Zero-T |

### В 2020 году[20]
| - Crazy Legs (президент) - YNot (старший вице-президент) - Feenx (младший вице-президент) - Mr. Wiggles - Q-Unique - Tony Touch - Skeme Richards - DJ Eclipse - DJ JS 1 - DStroy - Joe Conzo | - Rakaa Iriescience - Rich Medina - Bobbito - EZ Mike - Jazzy Jes - Leva57 - DV 1 - Seb - Shadoe - Abramz - Bailrok | - Youtee - Masami - Lea Maxwell - Varisa - MyVerse - KaoticBlaze - Ian Eastwood - Bonita - 2cci - Jansy - Reimi | - Armani - Sweepy - Fever One - Jeromskee - Velcro - Angel De Leon - ATS - Hano - G-Bo |

## Критика
Весной 1984 года американская журналистка Мандалит дель Барко в своей статье «Хип-хоп, ура: брейк пришёл к большому успеху» отметила, что Rock Steady Crew является «первой профессиональной командой».
В 1998 году главный редактор российского журнала Hip Hop Info, Влад Валов, отозвался о Rock Steady Crew как о «высокопрофессиональной, единственной в своём роде и неповторимой, порой непредсказуемой и легендарной» команде.
В 1998 году редактор российского журнала «RAPпресс», Илья «Style», упомянул о Rock Steady Crew как о «первой команде, начавшей заниматься развитием брейка на профессиональном уровне». Также автор назвал их основателями «нижнего» стиля брейка, включавшего в себя многие элементы спортивной гимнастики (Pe La Sail, Sweep, Helicopter).
В 2007 году редактор российского портала Rap.ru, Сергей Ковалёв, назвал Rock Steady Crew «долгожителями от брейка», внёсшими огромный вклад в популяризацию брейк-данса.

## Дискография

### Альбомы
- Ready for Battle (Virgin Records, 1984)
- 30 Years to the Day (Truelements Music, 2007)

### Синглы
- «(Hey You) The Rock Steady Crew» (1983)
- «Uprock» (1984)
- «She’s Fresh» (1984)
- «Used to Wish I Could Break with Rock Steady» (2000)

## Чарты и сертификации
| «(Hey You) The Rock Steady Crew» (12.09.83) Чарты (1983—1984) | Высшая позиция |
| ------------------------------------------------------------- | -------------- |
| Австралия (Kent Music Report)                                 | 33             |
| Австрия (Ö3 Austria Top 40)                                   | 7              |
| Бельгия/Фландрия (Ultratop 50)                                | 1              |
| Ирландия (IRMA)                                               | 5              |
| Нидерланды (Dutch Top 40)                                     | 1              |
| Нидерланды (Single Top 100)                                   | 1              |
| Новая Зеландия (Recorded Music NZ)                            | 5              |
| Норвегия (VG-lista)                                           | 6              |
| Швеция (Sverigetopplistan)                                    | 2              |
| Швейцария (Schweizer Hitparade)                               | 4              |
| Великобритания (OCC UK Singles)                               | 6              |
| ФРГ (GfK)                                                     | 6              |

| Регион                                                      | Сертификация | Продажи  |
| ----------------------------------------------------------- | ------------ | -------- |
| Нидерланды (NVPI)                                           | Золотой      | 100 000^ |
| Великобритания (BPI)                                        | Серебряный   | 250 000^ |
| ^ Данные о тиражах приведены только на основе сертификации. |              |          |

| «Uprock» Чарты (1984)           | Высшая позиция |
| ------------------------------- | -------------- |
| Австралия (Kent Music Report)   | 9              |
| Германия (GfK)                  | 27             |
| Великобритания (OCC UK Singles) | 64             |

| Итоговый годовой чарт (1984)  | Позиция |
| ----------------------------- | ------- |
| Австралия (Kent Music Report) | 74      |

## Появления в художественных фильмах
- «Дикий стиль» (1983)
- «Танец-вспышка» (1983)
- «Войны стилей» (1983)
- «Бит-стрит» (1984)

## Появления в документальных фильмах
- The Freshest Kids: A History of the B-Boy (DVD), Image Entertainment (2002)

## В мировой культуре
- Hip-Hop (Korean Comic) (Manhwa), IQ Jump Comics (1998-2004)